# La Pamela
La Pamela (conosciuta anche come Pamela nubile o Pamela fanciulla) è un'opera teatrale in tre atti di Carlo Goldoni scritta nel 1750 e rappresentata quell'anno con successo nel Teatro Sant'Angelo di Venezia. L'autore si era ispirato, come già aveva fatto Voltaire nel 1749 per la sua Nanine o Il pregiudizio sconfitto, al romanzo epistolare del 1740 di Samuel Richardson Pamela, o la virtù premiata (titolo originale Pamela, or The Virtue Rewarded). L'opera rappresenta il prototipo della commedia lagrimosa: un filone che corre lungo tutta l'opera del commediografo.
La commedia, che ha goduto di una lunga popolarità e a suo tempo fu portata in scena con grande successo anche da Eleonora Duse, sia in Italia sia all'estero (in Russia e negli Stati Uniti), è stata ripresa solo poche volte in epoca contemporanea.
Nel 1759 Goldoni scrisse il sequel Pamela maritata.
Nel 1760 dalla commedia lo stesso Goldoni, utilizzando lo pseudonimo di Polisseno Fegejolo, trasse il libretto per l'opera buffa in tre atti La buona figliuola, musicata da Niccolò Piccinni.

## Trama
Londra, in casa di Milord Bonfil. La giovane servetta Pamela è insidiata dal nobile padrone, alle cui lusinghe non cede fino a quando costui, venendo a sapere dal padre di lei che ella è di nobili natali, la farà sua sposa.

## Poetica
Prima commedia goldoniana senza maschere e senza dialetto, La Pamela rivela la volontà del commediografo di misurarsi col grande romanzo europeo. Rispetto al romanzo di Samuel Richardson da cui è tratta, rovescia in modo conservatore e retrogrado il tema sociale, rivelando alla fine che in realtà Pamela è figlia di un nobile proscritto scozzese costretto all'esilio. 
Questa modifica, criticata fin dall'apparire della commedia, costrinse l’autore a difendere la propria scelta nella prefazione dell’opera: Potrà ciascheduno riconoscere facilmente aver io tratto l'argomento della Pamela da un graziosissimo Romanzo Inglese che porta in fronte lo stesso nome, e chi le carte ha lette di tal Romanzo, vedrà sin dove ho seguitata la traccia del Romanziere, e dove ho lavorata con invenzione la favola. Il premio della virtù è l'oggetto dell'Autore Inglese; a me piacque assaissimo una tal mira, ma non vorrei che al merito della virtù si sagrificasse il decoro delle Famiglie. Pamela, benché vile ed abbietta, merita di essere da un Cavaliere sposata; ma un Cavaliere dona troppo al merito di Pamela, se non ostante la viltà de' natali, la prende in isposa. Vero è che in Londra poco scrupolo si fanno alcuni di cotai nozze, e legge non vi è colà che le vieti; ma vero è non meno, che niuno amerà per questo che il figliuolo, il fratello, il congiunto sposi una bassa femmina, anziché una sua pari, quantunque sia, più di questa, virtuosa quella e gentile. Il Romanziere medesimo arma gli sdegni di Miledi, sorella dell'affascinato Milord, sul dubbio ch'egli discenda ad isposare una serva, e crede alla famiglia ingiuriosissime tali nozze, come le credo io altresì, ad onta del contrario costume. O non doveva l'Autore Inglese, secondo me, disputare su tale articolo, o lo doveva risolvere con più decoro della sua Nazione. Piacque a me immaginare una peripezia avvantaggiosa per li due Amanti, e cambiando la condizione di Pamela, premiar la di lei virtù, senza oltraggiare il puro sangue di un Cavaliere, che al pari degli stimoli dell'amore, quelli ascolta eziandio dell'onore. Sembra che ciò in Italia stato sia dall'unanime consenso degli ascoltatori approvato, e certamente fra noi sconvenevole troppo riuscito sulle nostre scene sarebbe il matrimonio di un Cavaliere colla virtuosa sua Cameriera. Non so, se su tal punto saranno i perspicacissimi ingegni dell'Inghilterra di me contenti. Io non intendo disapprovare ciò che da essi non si condanna; accordar voglio ancora, che coi principi della natura sia preferibile la virtù alla nobiltà e alla ricchezza, ma siccome devesi sul Teatro far valere quella morale che viene dalla pratica più comune approvata, perdoneranno a me la necessità, in cui ritrovato mi sono, di non offendere il più lodato costume.[...] Questa è una Commedia, in cui le passioni sono con tanta forza e tanta delicatezza trattate, quanto in una Tragedia richiederebbesi. Malgrado l'esito fortunato di questa, e d'altre mie di tal carattere e di somigliante passione, non mancan taluni, che dicono non esser buona Commedia quella in cui trionfano le virtuose passioni, si destan gli affetti, si moralizza sui vizi, sul mal costume, su gli accidenti dell'uman vivere. Codesti tali vorrebbono la Commedia o ridicola sempre o sempre critica e mai di nobili sentimenti maestra; quasiché fra gli Eroi solamente si avessero a figurar le virtù, e queste considerarsi in quella iperbolica vista, in cui si pongono gli Eroi medesimi della Tragedia. Il cuore umano risentesi più facilmente all'aspetto di quelli avvenimenti, a' quali o fu soggetto, o divenir potrebbe, e sarà sempre lodevole impresa, se colle Comiche rappresentazioni, movendo degli uditori gli affetti, si tenterà di correggerli, o di animarli, secondo ch'essi o al vizio, o alla virtù sieno variamente inclinati.